# Cmentarz ewangelicki w Nowym Tomyślu
Cmentarz ewangelicki w Nowym Tomyślu – nieistniejący cmentarz ewangelicki zlokalizowany w Nowym Tomyślu przy ulicy Komunalnej.

## Historia
Cmentarz zajmował prostokątną działkę ograniczoną od zachodu rzeką Szarką, a od wschodu ulicą Komunalną (dawniej: Cmentarną, Friedhofgasse). Pełnił funkcję cmentarza grzebalnego dla miejscowych protestantów, w 1945 pochowano tu ofiary ewakuacji. Ostatnie pochówki miały miejsce w latach 50. XX wieku. W latach 70. XX w. teren został zniwelowany, a nagrobki zniszczone, w południowej części wybudowano garaże. W 1981 na terenie cmentarza powstał budynek, w którym ulokowano restaurację Parkową, pozostałe 60% powierzchni pozostało niezagospodarowane. 5 maja 2004 w centralnej części dawnego cmentarza odsłonięto kamień upamiętniający dawnych mieszkańców, został on poświęcony w obecności biskupa Johannesa Launhardta z Hanoweru oraz proboszcza parafii pw. Najświętszego Serca Jezusowego, księdza Jerzego Juji. W 2016 władze miasta rozpoczęły prace projektowe nad przekształceniem terenu w park miejski.